# Aman Damai
Aman Damai is een bestuurslaag in het regentschap Langkat van de provincie Noord-Sumatra, Indonesië. Aman Damai telt 2432 inwoners (volkstelling 2010).